# Cchulthim Gjamccho
Cchulthim Gjamccho (1816 – 1837) byl 10. tibetským dalajlamou.
Narodil se v provincii Kham na východě Tibetu. Roku 1820 byl rozpoznán jako inkarnace 9. dalajlamy. O dva roky později byl uveden do Potaly. Měl velmi chabé zdraví a zemřel mlád ve věku dvaceti jedna let. Cipön Žagabpa uvádí, že zemřel „prvního dne devátého měsíce“ tibetského kalendáře.